# Heidi Astrup
Heidi Astrup (Viborg, 31 de maio de 1972) é uma handebolista profissional dinamarquesa, campeã olímpica.
Heidi Astrup fez parte do elenco medalha de ouro, de Atlanta 1996.